# Robert Miles
Robert Miles (rojen kot Roberto Concina), švicarski glasbenik, producent in skladatelj italijanskega porekla, * 3. november, 1969, Neuchâtel, † 9. maj 2017, Ibiza.

## Življenjepis
Robert Miles je bil rojen Antonietti in Albinu Concina v Neuchâtelu, Švica.
Družina se je v njegovi mladosti preselila v Friuli, kjer je začel Robert igrati klavir. Na glasbeno sceno se je uspel prebiti leta 1988, ko je začel kot DJ delati v različnih italijanskih nočnih klubih. Leta 1990 je odprl lastni snemalni studio in začel ustvarjati lastno glasbo.
Leta 1994 je napisal svoj prvi veliki hit Children. Pesem je po dveh tednih od izdaje v letu 1995 dosegla zlato ter kasneje platinasto naklado. Singel je bil v Evropi velika uspešnica in je bil prodan v nakladi 30.000 kopij. Pesem je dosegla velik uspeh pri DJ-jih po Evropi, zaradi česar se je Miles povezal s skupinama Angel City ter Ministry of Sound. Pesem je izdal na mešani kompilaciji teh dveh skupin in z njo dosegel uvrstitev na lestvico UK Top 10.
Njegov naslednji singel Fable, za katerega je vokal prispevala Fiorella Quinn je prav tako dosegel izjemen uspeh.
Milesov prvi studijski album z naslovom Dreamland je izšel 7. junija 1996. Nekaj dni kasneje je album izšel tudi v ZDA, dodana pa mu je bila pesem One and One, za katero je vokal prispevala Maria Nayler, tekst in glasbo pa so napisali Billy Steinberg, Rick Nowels ter Marie Claire D'ubaldo. Pesem je dosegla velik uspeh in je kasneje izšla kot singel v ZDA in Nemčiji. Konec leta 1996 je Miles izdal novo verzijo albuma Dreamland, z naslovom Dreamland - The Winter Edition, ki je vseboval tudi pesem One and One, ki ni bila vključena v evropsko izdajo prvega albuma. V originalu je pesem napisala poljska glasbenica Edyta Górniak. Edyta je to pesem leto kasneje posnela in vključila v svoj prvi album z naslovom Edyta Gorniak.
27. novembra 1997 je Robert Miles izdal novo pesem, Freedom, ki je postala osrednja pesem albuma 23am. Za pesem je vokal posnela pevka Kathy Sledge iz skupine Sister Sledge. 23am je v nasprotju s prejšnjim albumom vseboval več vokalnih pesmi, na njem pa je še vedno prisotn značilen zvok klavirja.
Miles je naslednji album Organik izdal 11. junija 2001. Na njem je bil tudi novi hit z naslovom Paths.
Leta 2003 je izšel še remix albuma Organik z naslovom Organik Remixes, na katerem so bili remixi zmagovalcev tekmovanja, ki ga je na svoji spletni strani organiziral Robert Miles ter remixi ostalih znanih umetnikov, kot so The Future Sound of London. Ta skupina naj bi po Milesovih besedah močno vplivala na njegovo glasbo. Na albumu je bil tudi hit z naslovom Bhairav, za keterega je vokal posnela Amelia Cuni.
Konec leta 2003 se je Miles preselil iz Londona v Los Angeles, kjer je ustanovil lastno produkcijsko hišo Salt Records. Leta 2004 je tam izdal novi album Miles Gurtu, pri čemer se je povezal s Trilok Gurtujem. V kratkem naj bi Miles izdal svoj zadnji album pod svojim imenom, nato pa počasi zaključil svojo glasbeno kariero.
Miles je umrl 9. maja 2017 na Ibizi (Španija) po 9-mesečnem boju z rakom IV. stadija, star 47 let. 

## Izbrana diskografija

### Albumi
- 1996 Dreamland
- 1996 Dreamland - The Winter Edition
- 1997 23am
- 2001 Organik
- 2002 Organik Remixes
- 2004 Miles Gurtu

### Singli
Robert Miles
- 1995 Soundtracks EP
- 1995 Red Zone
- 1995 Children (UK #2, US #21)
- 1996 Fable (s Fiorello Quinn) (UK #7)
- 1996 One and One" (z Mario Nayler) (UK #3, US #54)
- 1997 Freedom (s Kathy Sledge) (UK #15)
- 1998 Full Moon
- 1998 Everyday Life
- 2001 Paths (z Nino Mirando) (UK #74)
- 2002 Improvisations: Part 2
- 2002 Connections/Separations
- 2002 Organik Remixes
- 2002 Pour Te Parler (Remixes)

Roberto Milani
- 1994 Can The Rhythm
- 1994 Ghost
- 1995 Oxygen EP Vol. 1
- 1996 The Robot (z DJ Fainom)
- 1996 Outbreak

### Mešane kompilacije
- 1997 Robert Miles in the Mix
- 1997 Renaissance Worldwide - London (z Davom Seamanom)